# Didier Gailhaguet
Didier Gailhaguet (né le 22 août 1953 à Béziers, département de l'Hérault), est un patineur artistique, entraîneur et dirigeant sportif français. Il fut marié à Annick Dumont. Il a été deux fois champion de France en 1974 et 1975.
Il dirige la fédération française des sports de glace à deux reprises, de 1998 à 2004 et de 2007 à 2020.

## Biographie

### Carrière sportive
Didier Gailhaguet monte cinq fois sur le podium des championnats de France dont deux fois sur la plus haute marche en 1974 et 1975. Il a été entraîné entre autres par Philippe Pélissier.
Sur le plan international, Didier Gailhaguet n'a jamais pu rivaliser avec les meilleurs patineurs du monde. Il est sélectionné cinq fois aux Championnats d’Europe et du monde. Sa meilleure performance européenne est une septième place en 1974 à Zagreb, et ses meilleures performances mondiales sont ses dixièmes places en 1971 à Lyon et 1974 à Munich. Il a représenté également la France aux JO de 1972 à Sapporo avant de se blesser gravement au genou dans un match de rugby avant les JO de 1976 à Innsbruck.

### Reconversion

#### Entraîneur
Didier Gailhaguet va développer, avec son épouse Annick Dumont et Pierre Trente, un centre de patinage artistique à Champigny-sur-Marne, qui devient une pépinière d'où sortent des patineurs français comme Agnès Gosselin, Fernand Fédronic, Frédéric Lipka, Surya Bonaly, Éric Millot, Nicolas Pétorin, Romain Gazave, Stanick Jeannette, Frédéric Dambier, Gabriel Monnier... 
Il devient en décembre 1992, directeur des équipes de France de patinage artistique et de danse sur glace, après avoir été entraîneur de haut niveau pendant une dizaine d'années à la patinoire de Champigny-sur-Marne. Son travail consiste à rationaliser l'ensemble du potentiel du patinage artistique français, en organisant des stages pour les élites du pays mais aussi en améliorant la détection et la formation des jeunes patineurs prometteurs.

#### Première présidence de la FFSG (1998-2004)
Le 5 septembre 1998, Didier Gailhaguet est élu président de la FFSG (Fédération française des sports de glace) pour quatre années. Il succède à Bernard Goy qui a été contraint de démissionner après le dépôt de bilan de la fédération en juillet 1997. Les principaux faits marquants de sa première présidence sont :
- la fédération étant dans une situation financière catastrophique avec 55 millions de francs de déficit[3], Didier Gailhaguet doit engager, dès son élection, un plan de continuation visant à rembourser le passif de la fédération sur une durée de dix ans ;
- il participe à l'organisation des championnats du monde de patinage artistique qui se déroulent en France en mars 2000 à Nice ;
- il subit les pressions de l'IIHF[4] (International Ice Hockey Federation) pour que soit créée en France une fédération pour le hockey sur glace indépendante de la FFSG. Ces pressions finiront par réussir puisque le 29 avril 2006 est créée la Fédération française de hockey sur glace.

Il fut mêlé au scandale des Jeux olympiques d'hiver de 2002 à Salt Lake City, dans lequel la juge française Marie-Reine Le Gougne avait avoué avoir mal jugé la compétition des couples à cause de la pression du président de la fédération française Didier Gailhaguet. Parmi les témoins ayant entendu Marie-Reine Le Gougne confesser cette pression, il y a la Britannique Sally-Anne Stapleford, la Suédoise Britta Lindgren, l'Allemande Walburga Grimm et l'Américain Jon Jackson. Même le chauffeur de Didier Gailhaguet pendant les Jeux a témoigné avoir entendu la preuve de son implication sur le scandale.[réf. nécessaire]
Ce scandale ne l'empêche pas d'être réélu à la tête de la FFSG en mai 2002 pour un nouveau mandat de quatre ans, avec 84,5 % des voix.
À l'issue d'une enquête internationale du conseil de l'International Skating Union (ISU), celle-ci rend sa décision le 29 avril 2004. Elle exclut Didier Gailhaguet de ses membres du conseil et à tout évènement de l'ISU pendant une durée de trois ans, et exclut toute participation de sa part pour les Jeux olympiques d'hiver de 2006 à Turin. Quelques semaines plus tard, le 12 mai 2004, Didier Gailhaguet se résigne à démissionner de la présidence de la FFSG, mais se présente néanmoins à sa propre succession le mois suivant. Il n'obtient que 41 % des voix contre 54 % à son adversaire Norbert Tourne qui était vice-président de la FFSG depuis 1998.

#### Seconde présidence de la FFSG (2007-2020)
En décembre 2007, il est réélu président de la FFSG avec plus de 50 % des voix dès le premier tour. Il souhaite que pendant son mandat soit « créé un centre national d'entraînement, style Marcoussis (CNE du rugby) » pour le patinage artistique. « Nous avons déjà des contacts avancés pour le terrain et avec des partenaires qui entrent dans le plan soumis à Rama Yade de trois nouvelles patinoires par an. »
Pendant les Jeux olympiques d'hiver de 2010, Didier Gailhaguet a critiqué la préparation olympique du champion français Brian Joubert. Dans un entretien au journal L'Équipe il dit : « Il bricole de manière artisanale à Poitiers, parce qu'on ne décroche pas une médaille olympique en se mettant à bosser deux mois avant les Jeux, parce qu'il ne veut pas partir bosser à l'étranger avec les meilleurs, parce que le niveau monte en qualité et en quantité sans attendre qu'il se décide à bosser en conséquence, parce qu'il n'est pas capable de bosser six heures par jour. » Ce dernier ajoute « avec beaucoup d'affection » que le patineur français était un « petit con ».
Le 26 juin 2010, il est une nouvelle fois réélu président de la FFSG avec 88 % des voix dès le premier tour. Il prépare entre autres l'organisation des championnats du monde de patinage artistique en mars 2012 à Nice, comme ce fut déjà le cas en mars 2000.
À la suite de l'affaire Sarah Abitbol, avec la publication de son livre Un si long silence le 30 janvier 2020 où elle accuse son ancien entraîneur Gilles Beyer de l'avoir violée dans les années 1990-1992, Didier Gailhaguet est poussé à la démission de la fédération le 8 février 2020.

#### Affaire Sarah Abitbol
Pour un article plus général, voir Violences sexuelles et sexistes dans le sport français.
À la suite du témoignage de Sarah Abitbol dénonçant les agressions sexuelles et viols de son ancien entraîneur Gilles Beyer, Didier Gailhaguet  est convoqué par la ministre des Sports Roxana Maracineanu. Il est accusé par Sarah Abitbol d'avoir couvert les agissements de son ancien entraîneur et demande sa démission. À la sortie de l'entrevue, Didier Gailhaguet renvoie la responsabilité à la ministre qui était en poste au moment des faits, Marie-George Buffet, qui a, selon lui, « laissé commettre ces exactions ». Après cette déclaration publique, Marie-Georges Buffet « réfute toute lâcheté » et dénonce une « diversion ». Elle déclare qu’elle a effectué toutes les démarches administratives et judiciaires pour écarter Gilles Beyer en diligentant une enquête administrative demandant expressément l’éloignement de cet entraîneur et transmis l’affaire au parquet. Le parquet n'ayant pas donné une suite favorable à une ouverture d'une enquête, Gilles Beyer avait alors pu reprendre ses activités avec l'autorisation de la Fédération française des sports de glace (FFSG).
En parallèle, un collectif d'anciens sportifs et professionnels lance également une pétition à son encontre pour demander sa démission « pour manquement à la sécurité des enfants depuis plus de 20 ans. »
Le 8 février 2020, Didier Gailhaguet annonce sa démission de la présidence de la FFSG. Trois mois plus tard, il annonce qu'il refuse de quitter le Comité national olympique et sportif français (CNOSF).

### Vie privée
Il est marié avec l'entraîneuse de patinage artistique Annick Dumont de 1986 à 2005.

## Palmarès
| Jeux olympiques d'hiver |     |     | 13e |   |     |     |
| Championnats du monde   | 19e | 10e | 13e |   | 10e | 13e |
| Championnats d’Europe   | 19e | 10e | 8e  |   | 7e  | 9e  |
| Championnats de France  | 3e  | 3e  | 2e  | F | 1er | 1er |
| Légende : F = Forfait   |     |     |     |   |     |     |

## Publication
- Didier Gailhaguet (Préface de Patrick Péra), Le Patinage artistique, Collection « Connaissance et Technique », éd. Denoël, Paris, novembre 1991  (ISBN 2-207-23900-4)